# Сидоровка (Курьинский район)
Сидоровка ― упразднённое село в Курьинском районе Алтайского края. На момент упразднения входило в состав Колыванского сельсовета. Исключено из учётных данных в 2001 г.

## География
Село располагалось на левом берегу реки Плитная, вместе слияния её с рекой Сидоровка (бассейн реки Белая), в 9 км (по прямой) к северо-западу от села Колывань.

## История
Основано в 1906 г. В 1928 году посёлок Ново-Сидоровский состоял из 31 хозяйства. В административном отношении входил в состав Колыванского сельсовета Колыванского района Рубцовского округа Сибирского края.
Исключено из учётных данных в 2001 г.

## Население
В 1926 году в посёлке проживало 176 человек (83 мужчины и 93 женщины), основное население — русские